# Furio Meniconi
Furio Meniconi (* 22. Februar 1924 in Rom; † 12. Dezember 1981 ebenda) war ein italienischer Schauspieler.

## Leben
Meniconi begann seine Karriere als Charakterdarsteller des italienischen Films zu Beginn der 1950er Jahre und setzte sie bis wenige Jahre vor seinem Tode in fast 100 Filmen fort. Der großgewachsene, robuste, mit herben Gesichtszügen und braunem, meist ungebändigten Haaren ausgestattete Darsteller war dabei oftmals Freund des Helden, aber auch als Bösewicht oder als Würdenträger in jeweils angesagten Genres zu sehen. Unter anderem spielte er in seiner typischen grundsoliden und ernsthaften Manier in über 30 Italowestern. Manchmal spielte er unter dem Pseudonym Men Fury.
Er gehört zu einer Familie von meist im technischen Stab oder der Produktion arbeitenden Filmtätigen. Darunter die folgenden: Nello (1911–2002) war als Produzent, sein anderer Bruder Mario (1912–1984) ebenfalls als Schauspieler tätig. Der jüngste Bruder Alfio (* 1924) wurde als Visagist und Make-up-Künstler beschäftigt. Furio ist der Vater des Filmeditors Enzo (* 1950) sowie der Onkel der Make-up-Künstler Marcello (* 1950) und Mauro (* 1960).

## Filmografie (Auswahl)
- 1950: Mönch und Musketier (Il figlio di d’Artagnan)
- 1954: Semiramis, die Kurtisane von Babylon (La cortigiana di Babilonia)
- 1955: Rote Lippen – blaue Bohnen (Vous pigiez?)
- 1958: Rebell ohne Gnade (Capitan Fuoco)
- 1959: Herkules, der Schrecken der Hunnen (Il terrore dei barbari)
- 1960: David und Goliath (David e Golia)
- 1961: Vulcanus, der Titan (Volcano figlio di Giove)
- 1962: Die Rache des Ali Baba (Le sette fatiche di Alì Babà)
- 1964: Ursus und die Sklavin des Teufels (Ursus il terrore dei Kirghisi)
- 1965: Die Rache des Ivanhoe (La rivincita di Ivanhoe)
- 1966: Für eine Handvoll Blei (Uccidi o muori)
- 1966: Tampeko – Ein Dollar hat zwei Seiten (Per pochi dollari ancora)
- 1967: Die sich in Fetzen schießen (Dio non paga il sabato)
- 1967: John il bastardo
- 1967: Wanted (Wanted)
- 1967: Dämonen aus dem All (La morte viene dal pianeta Aytin)
- 1968: Django spricht kein Vaterunser (Quel caldo maledetto giorno di fuoco)
- 1968: Einladung zum Totentanz (… E venne il tempo di uccidere)
- 1968: Im Staub der Sonne (Spara, gringo, spara)
- 1968: Il pistolero segnato da Dio
- 1968: Satan der Rache (E Dio disse a Caino)
- 1968: Töte alle und kehr allein zurück (Ammazzali tutti e torna solo!)
- 1968: Zum Abschied noch ein Totenhemd (Vendo cara la pelle)
- 1969: Django und die Bande der Bluthunde (Django il bastardo)
- 1969: Isabella – Mit blanker Brust und spitzem Degen (Isabella, ducchessa dei diavoli)
- 1970: Django und Sabata – wie blutige Geier (C’è Sartana… vendi la pistola e comprati la bara!)
- 1970: Uccidi Django… uccidi per primo!!!
- 1971: Ein Fressen für Django (W Django!)
- 1971: Kopfgeld für Chako (Bastardo … vamos a matar!)
- 1971: Tara Pokì
- 1971: Zwei wilde Companeros (Viva la muerte … tua!)
- 1972: Dein Wille geschehe, Amigo (Così sia)
- 1972: Djangos blutige Spur (La lunga cavalcata della vendetta)
- 1972: Drei Vaterunser für vier Halunken (Il grande duello)
- 1972: Ein Halleluja für Spirito Santo (Un oomo avvisato mezzo ammazzato… Parola di Spirito Santo)
- 1972: 100 Fäuste und ein Vaterunser (Alleluja e Sartana, figli di… Dio)
- 1972: Pinocchio (Le avventure di Pinocchio) (Fernseh-Miniserie)
- 1973: Kennst Du das Land, wo blaue Bohnen blüh’n? (Lo chiamavano Tresette … giocava sempre col morto)
- 1973: Mamma mia è arrivato Così Sia
- 1973: Vier Teufelskerle (Campa carogna … la taglia cresce)
- 1974: Fäuste wie Dynamit (Dallas)
- 1975: Nobody ist der Größte (Un genio, due compari, un pollo)
- 1975: Rosso – Farbe des Todes (Profondo rosso)
- 1976: Hanno ucciso un altro bandito